# Župnija Budanje
Župnija Budanje je rimskokatoliška teritorialna župnija Vipavske dekanije Škofije Koper.
Župnija je postala 3. januarja 1894, ko je takratni kurat Janko Škvarča 22. novembra 1893 cerkveno oblast prepričal, da je kaplanijo povzdignila v župnijo.

## Sakralni objekti
| #               | Slika | Cerkev                                                                | Kraj    |
| --------------- | ----- | --------------------------------------------------------------------- | ------- |
| 1.              |       | Cerkev sv. Nikolaja - župnijska cerkev (posvečena 10. septembra 1899) | Budanje |
| 2.              |       | Cerkev sv. Ahacija - podružnica (verjetno sezidana v 17. stoletju)    | Budanje |
| Nekdanja cerkev |       |                                                                       |         |
| 1.              |       | Cerkev sv. Nikolaja (prodana v gospodarske namene leta 1904)          | Budanje |

## Duhovniki
V župniji je od leta 1758 delovalo skupno 21 duhovnikov. Med letoma 1882 in 1884 so župnijo upravljali patri kapucini iz Vipavskega Križa.

### Župniki
| Ime                           | Doba                               |
| ----------------------------- | ---------------------------------- |
| Janez Nepomuk (Janko) Skvarča | 3. januar 1894 – 1906              |
| Ivan Debevec                  | januar 1906 – avgust 1958 (52 let) |
| Jernej Žgur                   | november 1958 – maj 1976           |
| Viktor Berce                  | september 1976 – julij 1986        |
| Boris Čibej                   | avgust 1986 – 2007                 |
| Andrej Vovk                   | 2007 –                             |

### Kaplani
| Ime                           | Doba                          |
| ----------------------------- | ----------------------------- |
| Janez Batič                   | marec 1758 – september 1770   |
| Frančišek Lokar               | november 1770 – april 1771    |
| Andrej Bačar                  | april 1771 – april 1780       |
| Mihael Bovde                  | september 1780 – april 1781   |
| Jožef Kompare                 | maj 1781 – april 1790         |
| Fran pl. Premerstein          | april 1790 – november 1815    |
| Matija Kodele                 | november 1815 – december 1816 |
| Janez Nepomuk Vovk            | december 1816 – april 1821    |
| Matija Kobav                  | maj 1821 – april 1839         |
| Janez Nepomuk Eržen           | maj 1839 – april 1845         |
| Tomaž Brus                    | april 1845 – maj 1854         |
| Janez Krstnik Stupar          | oktober 1854 – avgust 1877    |
| Henrik Dejak                  | avgust 1877 – maj 1881        |
| Janez Krstnik Janša           | maj 1882 – avgust 1884        |
| Janez Nepomuk (Janko) Skvarča | april 1884 – 3. januar 1894   |